# Vallorbe
Vallorbe je obec na západě Švýcarska v kantonu Vaud. Žije zde přibližně 3 800 obyvatel.

## Geografie

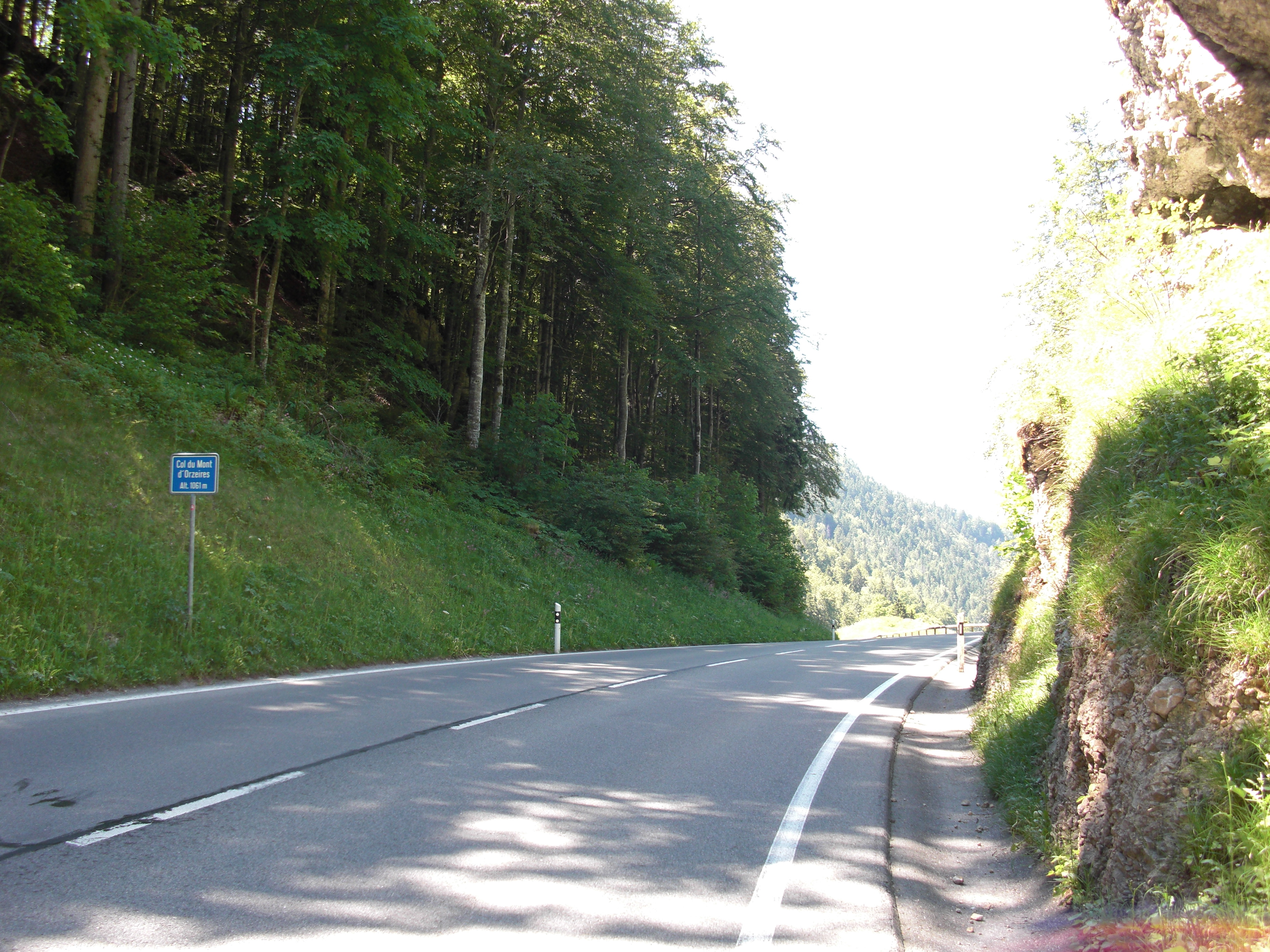
Průsmyk Col du Mont d’Orzeires

Vallorbe leží v nadmořské výšce 750 m, vzdušnou čarou 12 km západně od Orbe a 21 km jihozápadně od okresního města Yverdon-les-Bains. Průmyslová obec leží v povodí řeky Orbe v pohoří Vaudský Jura, mezi masivy Dent de Vaulion na jihu a Mont d’Or na severu, přímo na hranici s Francií.
Území obce o rozloze 23,2 km² pokrývá část pohoří Vaudský Jura. Oblastí protéká od západu k východu řeka Orbe, která pramení v krasovém prameni na úpatí skalnaté kotliny. Vodu čerpá z podzemních odtoků jezer Lac de Joux a Lac Brenet. V oblasti Vallorbe má Orbe mělké údolí široké až 500 metrů. Východně od města je přehrazena jezerem Lac des Rosiers a zleva přijímá řeku Jougnena, která tvoří severovýchodní hranici. Pod přehradou spadá řeka zpět do hlubokého údolí. Rozšíření údolí Vallorbe lemují strmé, hustě zalesněné a částečně skalnaté svahy. Na jihu se území rozkládá až k Dent de Vaulion (nejvyšší bod Vallorbe, 1483 m n. m.) a východnímu pokračování tohoto hřebene (Sur Grati), na severu téměř až k Mont d'Or (až 1400 m n. m.). Na západě zasahuje území obce do oblasti vysokého reliéfu kolem Col du Mont d’Orzeires, průsmyku přecházejícího do údolí Vallée de Joux. V roce 1997 bylo 8 % území obce pokryto zastavěnou plochou, 68 % lesy a lesními porosty, 22 % zemědělskou půdou a necelá 2 % neproduktivní půdou.
Vallorbe zahrnuje vesnici Le Day (787 m n. m.) na ostrohu jižně od jezera Lac des Rosiers, novější sídliště Les Grands Marais na nižších svazích Mont d’Or severovýchodně od obce a několik samostatných farem. Sousedními obcemi jsou Ballaigues, Les Clées, Premier, Vaulion, L’Abbaye a Le Lieu v kantonu Vaud a Rochejean, Longevilles-Mont-d’Or a Jougne v sousední Francii.

## Historie

Letecký pohled (1931)

Údolí Vallorbe bylo pravděpodobně vyčištěno a rekultivováno mnichy z kláštera Romainmôtier kolem roku 1100. První zmínka o obci pochází z roku 1139 z listiny papeže Inocence II. pod názvem de valle urbanensi. Název Valle Orbe se objevil v roce 1148, Valorbes v roce 1228 a ještě v roce 1837 se často používal pravopis Valorbe.
Kolem roku 1139 bylo ve Vallorbe založeno dceřiné opatství kláštera Romainmôtier, kterému patřilo celé údolí. Další rozvoj obce byl determinovaný hutnictvím železa. Po dobytí Vaudu Bernem v roce 1536 přešlo Vallorbe pod správu panství Romainmôtier a vytvořilo vlastní dvůr. Po pádu Staré konfederace patřila obec v letech 1798–1803 v období Helvétské republiky ke kantonu Léman, který byl poté po vstupu v platnost Ústavy o zprostředkování sloučen s kantonem Vaud. V roce 1798 byla přiřazena k okresu Orbe. V roce 1883 byla část Vallorbe těžce postižena velkým požárem.

## Obyvatelstvo
| Rok            | 1703 | 1850 | 1900 | 1920 | 1941 | 1950 | 1960 | 1970 | 1980 | 1990 | 2000 | 2010 | 2020 |
| Počet obyvatel | 925  | 1491 | 3279 | 4621 | 3592 | 3896 | 3990 | 4028 | 3375 | 3271 | 3247 | 3312 | 3863 |

85,5 % obyvatel hovoří francouzsky, 3,5 % italsky a 2,4 % albánsky (stav v roce 2000).

## Doprava

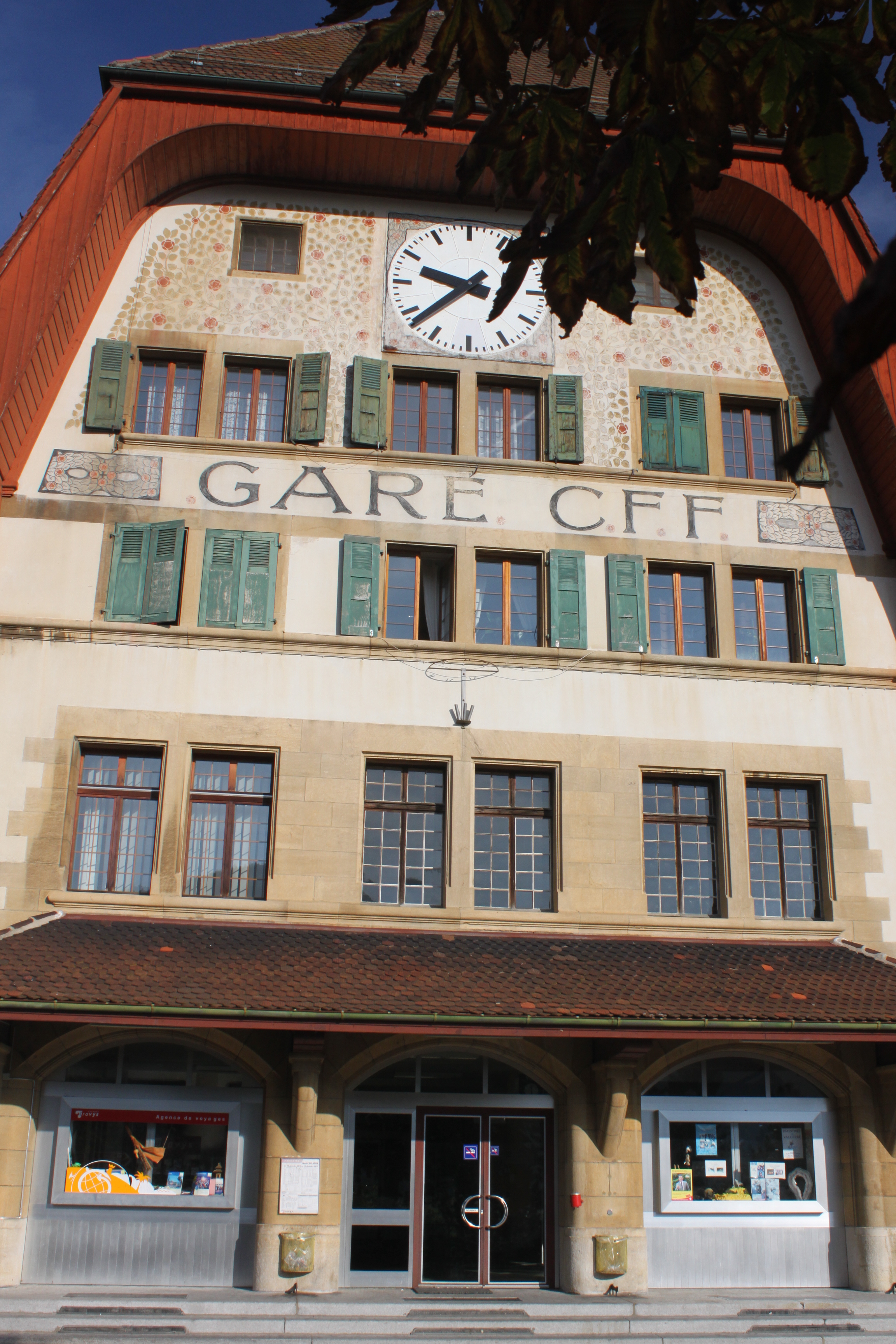
Železniční stanice Vallorbe s památkově chráněnou staniční budovou

Obec má dobré dopravní spojení. Leží na hlavní silnici č. 9 vedoucí z Lausanne k francouzským hranicím směrem na Pontarlier, ze které odbočuje silnice do údolí Vallée de Joux. Vallorbe dříve procházela hlavní silnice z Lausanne na Col de Jougne. Po otevření dálnice A9 a silnice v roce 1989 až těsně před francouzské hranice je Vallorbe nyní objížděno tranzitní dopravou na této trase, ale zároveň má rychlé spojení se Švýcarskou plošinou.
Železniční stanice Vallorbe je železničním uzlem a důležitou pohraniční stanicí. První železniční trať průmyslové obce dosáhla 1. července 1870 otevřením úseku Cossonay–Vallorbe trati Lausanne–Vallorbe. V roce 1875 bylo otevřeno pokračování trati do Pontarlier, které bylo později zrušeno. Konečně 31. října 1886 byla zprovozněna železniční trať z Vallorbe do Le Pont v údolí Vallée de Joux. Vallorbe zůstalo koncovou stanicí až do roku 1915, kdy bylo tunelem du Mont d’Or dlouhým 6096 metrů vytvořeno spojení s tratí do Francie. Od té doby tvořila tato trať důležité mezinárodní železniční spojení z Paříže do Lausanne a dále do Itálie jako úsek tzv. Simplonské dráhy. Část trati do Pontarlieru byla za druhé světové války zrušena. Malý úsek bývalé trati u Les Hôpiteaux-Neufs (Francie) byl obnoven pro muzejní účely (pod názvem Le Coni’Fer).
Doplňkovým spojením jsou autobusové linky z Vallorbe do Orbe a přímé spojení po dálnici do Yverdon-les-Bains.

## Turistické zajímavosti
V centru města je Musée de Fer et du Chemin de Fer (Muzeum železa a železnic), kde v tradiční dílně pracuje kovář. V roce 1937 byla několik kilometrů za městem vybudována k odvrácení eventuálního útoku z Francie podzemní pevnost Fort Pré-Giroud, maskovaná jako nenápadná horská chata. Muzejní expozice je přístupná veřejnosti. V roce 1964 byly objeveny jeskyně, které jsou přístupné turistům.

## Galerie

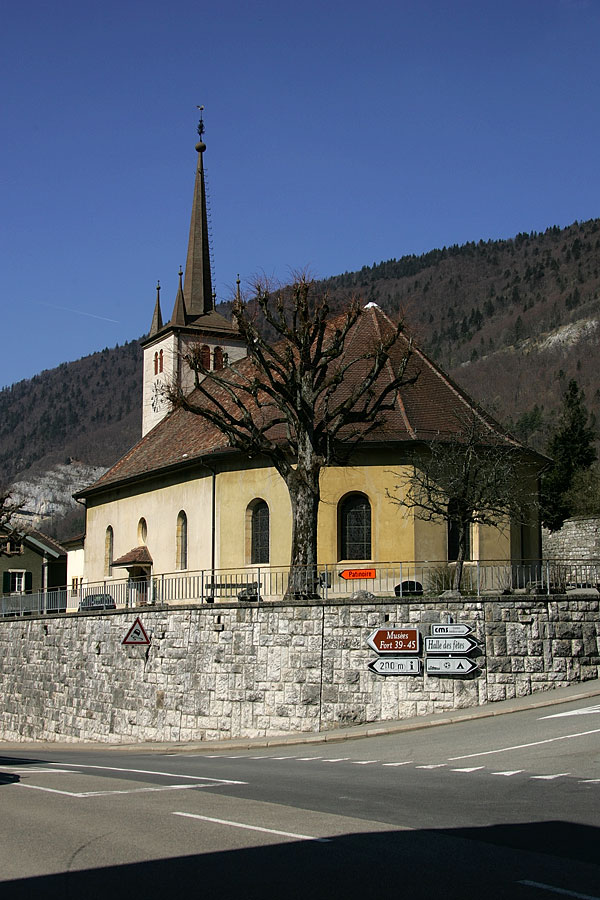
Kostel Švýcarské reformované církve
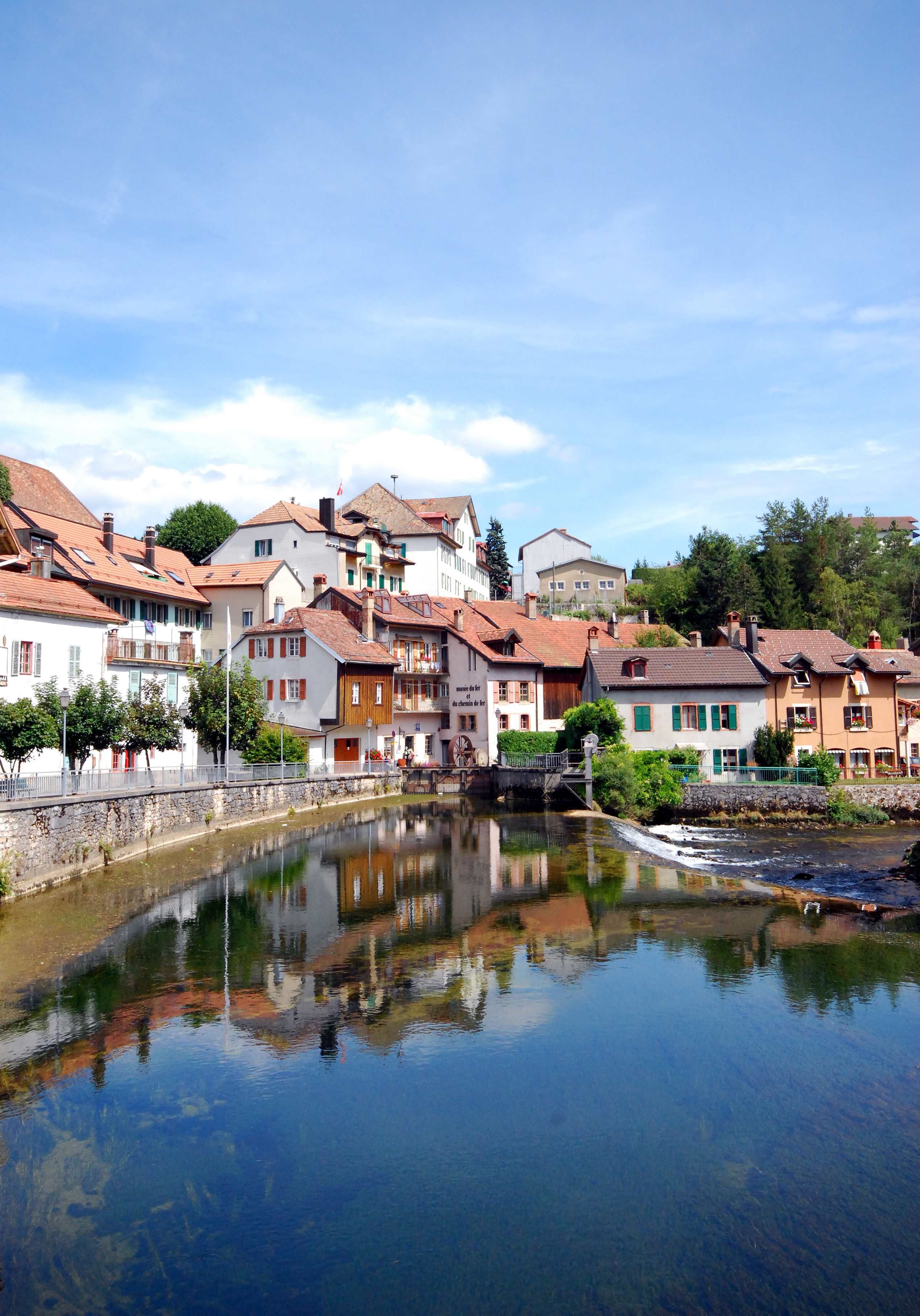
Muzeum železa a železnic
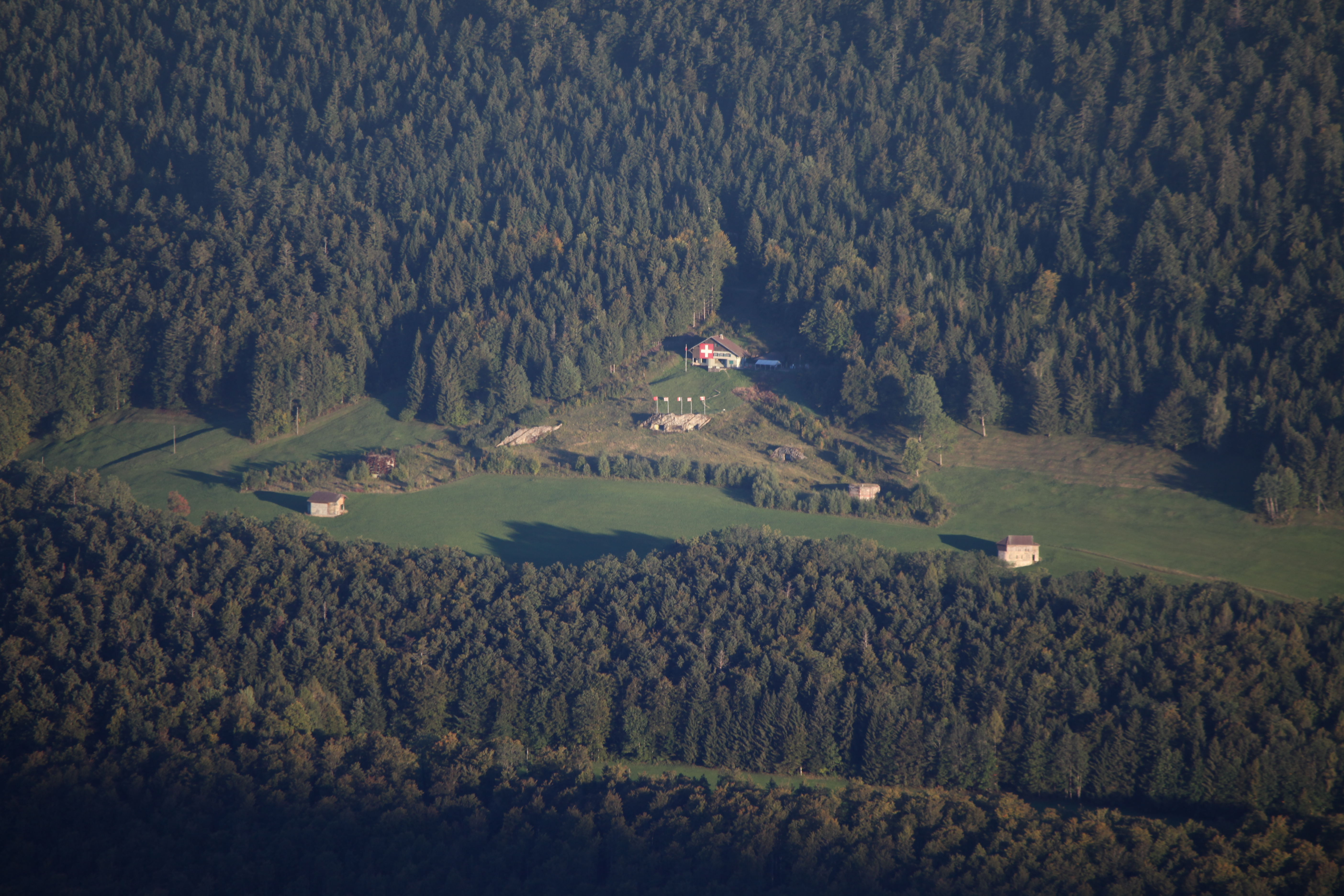
Pevnost Fort Pré-Giroud
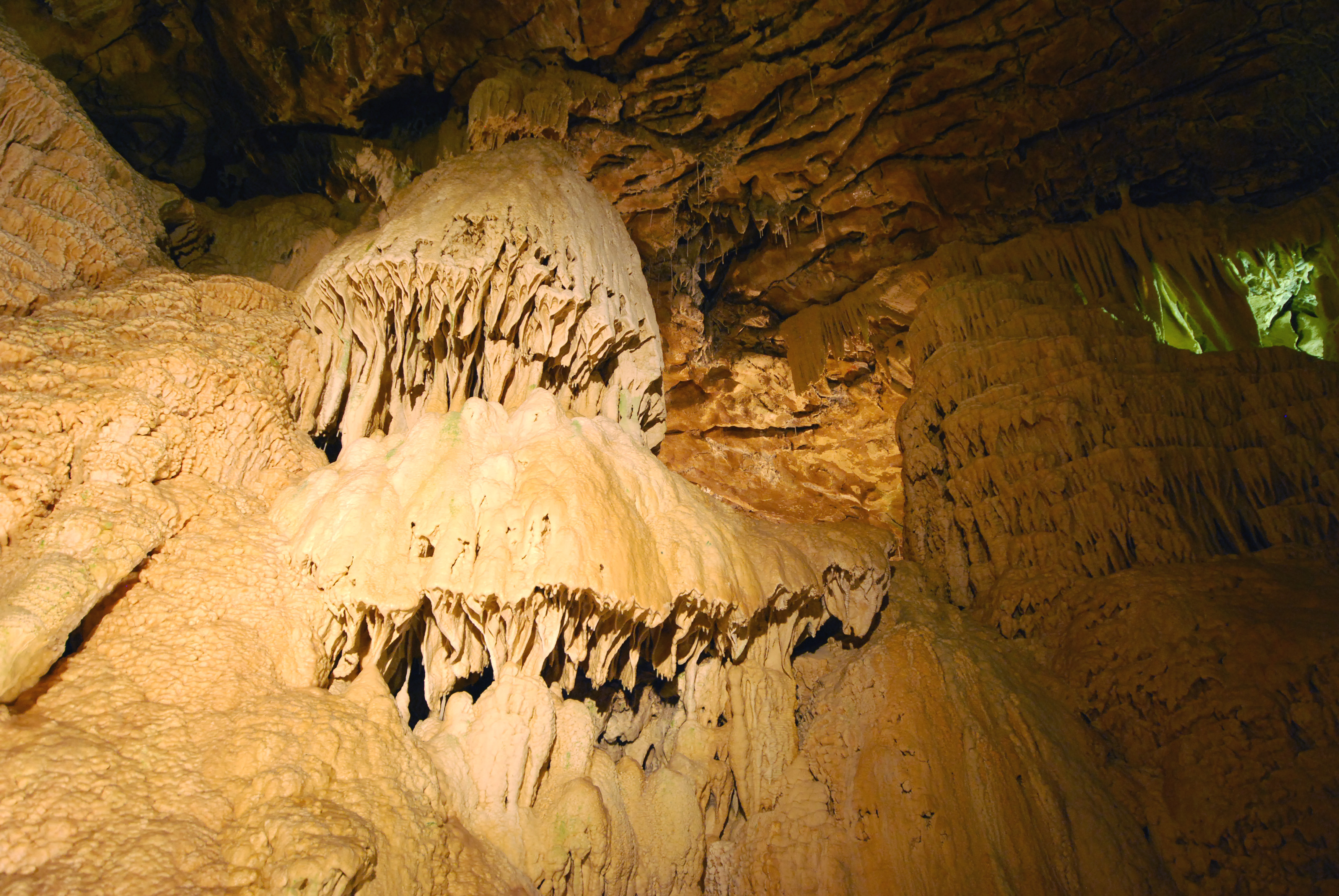
Jeskyně
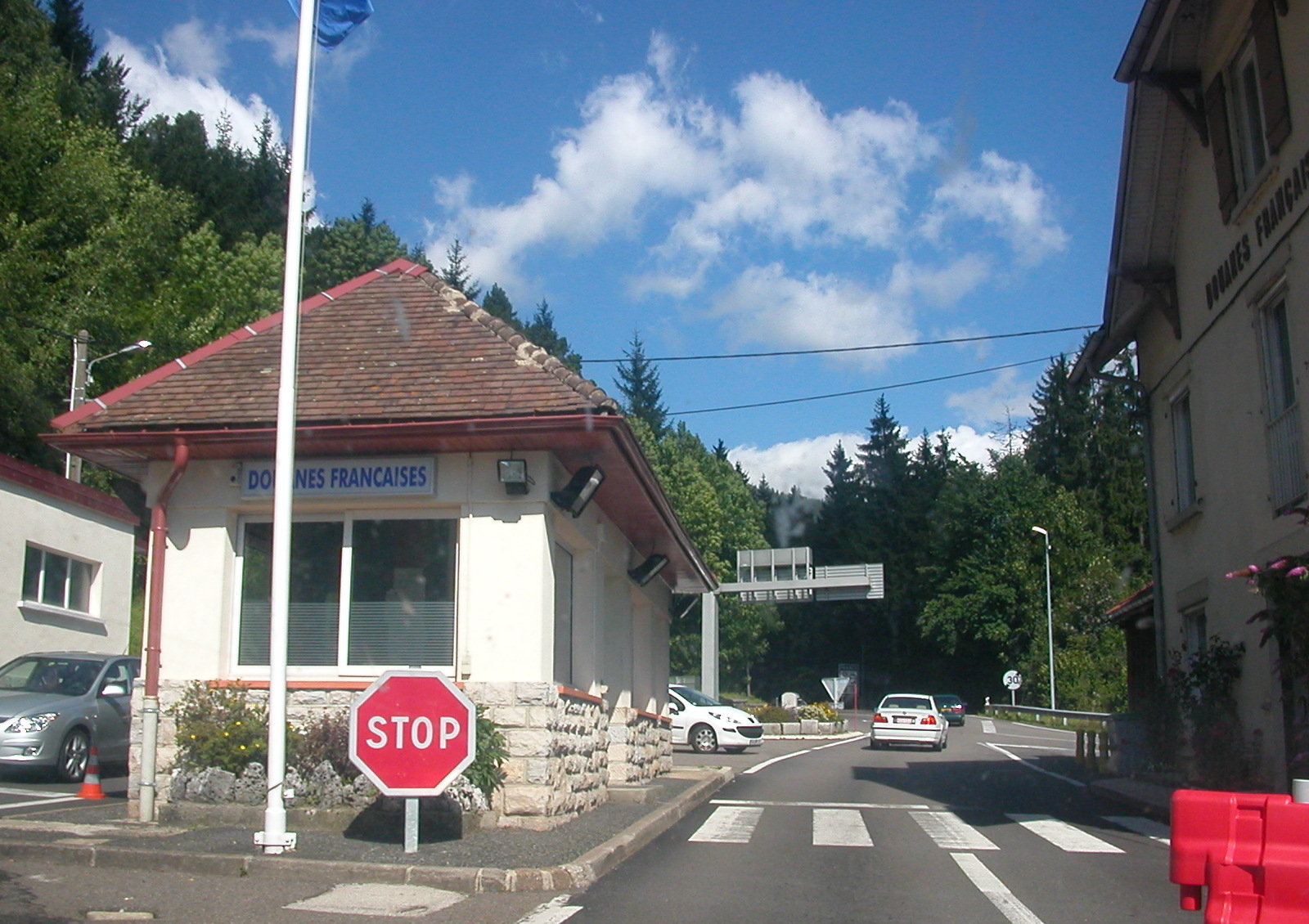
Hranice s Francií